# Едісон Петтіт
Едісон Петтіт (англ. Edison Pettit; 22 вересня 1889 — 6 травня 1962) — американський астроном.

## Біографія
Народився в місті Перу (штат Небраска). У 1911—1914 роках викладав у вищій школі в Міндені (Небраска), в 1914—1918 роках працював у Вошбернському університеті (Топіка, штат Канзас) і проводив астрономічні спостереження в обсерваторії університету і в Єркській обсерваторії. У 1918—1920 роках — співробітник Єркської обсерваторії. У 1920—1955 роках працював в обсерваторії Маунт-Вілсон.
Основні праці в галузі досліджень Сонця та вимірювання випромінювання зірок і планет. Опублікував каталог всіх добре спостережних еруптивних протуберанців; розробив систему класифікації протуберанців за їхньою формою та типами активності, сформулював закон, що описує рух протуберанців, одним з перших застосував кінозйомку для їхнього вивчення. Сконструював інтерференційний поляризаційний монохроматор для спостережень Сонця. Брав участь в експедиціях для спостереження повних сонячних затемнень в 1918, 1923, 1925, 1930, 1932 роках. На початку 1920-х років виконав піонерські дослідження із застосування вакуумної термопари в астрономії. Спільно з С. Б. Ніколсоном за допомогою термопари виміряв випромінювання зірок всіх спектральних типів в різних довжинах хвиль, у тому числі в інфрачервоному діапазоні, і за цими даними визначив болометричні величини, температури і кутові розміри зірок. Петтіт і Ніколсон вперше виміряли поверхневі температури планет і Місяця; встановивши швидкість остигання поверхневого шару Місяця під час місячних затемнень, визначили його теплові властивості і отримали перші свідчення наявності шару пилу на поверхні Місяця. Провів ряд візуальних, фотографічних і фотоелектричних спостережень Юпітера, Марса і подвійних зірок. Відкрив нову зірку в сузір'ї Корми і протягом багатьох років вів спостереження за її блиском. У 1947—1954 виконав на 60 — і 100-дюймових телескопах фотоелектричні виміри блиску великого числа слабких галактик.
На його честь названо кратер на Місяці та кратер на Марсі.